# Lindeman Islands National Park
Lindeman Islands National Park är en park i Australien. Den ligger i delstaten Queensland, omkring 870 kilometer nordväst om delstatshuvudstaden Brisbane. Arean är 28,9 kvadratkilometer.
Trakten är glest befolkad.
Savannklimat råder i trakten. Genomsnittlig årsnederbörd är 1 585 millimeter. Den regnigaste månaden är mars, med i genomsnitt 413 mm nederbörd, och den torraste är september, med 12 mm nederbörd.